# پلیستوسن پیشین
| کواترنری    | کواترنری | کواترنری   | کواترنری        | کواترنری        |
| سامانه/دوره | ردیف/دور | اشکوب/عصر  | سن (میلیون سال) | سن (میلیون سال) |
| ----------- | -------- | ---------- | --------------- | --------------- |
| کواترنری    | هولوسن   | مگالاین    | ۰               | ۰/۰۰۴۲          |
| کواترنری    | هولوسن   | نورث‌گریپین | ۰/۰۰۴۲          | ۰/۰۰۸۲          |
| کواترنری    | هولوسن   | گرینلندین  | ۰/۰۰۸۲          | ۰/۰۱۱۷          |
| کواترنری    | پلیستوسن | تارانشین   | ۰/۰۱۱۷          | ۰/۱۲۶           |
| کواترنری    | پلیستوسن | چیبانین    | ۰/۱۲۶           | ۰/۷۸۱           |
| کواترنری    | پلیستوسن | کالابرین   | ۰/۷۸۱           | ۱/۸۰            |
| کواترنری    | پلیستوسن | گلاسین     | ۱/۸۰            | ۲/۵۸            |
| نئوژن       | پلیوسن   | پیاسنزین   | پیش از آن       | پیش از آن       |

پلیستوسن آغازین به زیر مجموعه‌ای از دورهٔ زمین‌شناسی گفته می‌شود که پایین‌ترین و اولیه‌ترین سطح از دورهٔ چهارم زمین‌شناسی و پلیستوسن است. این دوره در حدود ۲٫۵۸۸ ± ۰٫۰۰۵ تا ۰٫۷۸۱ ± ۰٫۰۰۵ میلیون سال پیش تقسیم بندی شده‌است. این دوره شامل عصر گالاسی و عصر کالابری می‌باشد.